# Sapad
Sapad is een gemeente in de Filipijnse provincie Lanao del Norte in het noorden van het eiland Mindanao. Bij de laatste census in 2007 had de gemeente ruim 17 duizend inwoners.

## Geografie

### Bestuurlijke indeling
Sapad is onderverdeeld in de volgende 17 barangays:
| - Baning - Buriasan - Dansalan - Gamal - Inudaran I - Inudaran II - Karkum - Katipunan - Mabugnao | - Maito Salug - Mala Salug - Mama-anon - Mapurog - Pancilan - Panoloon - Pili - Sapad |

## Demografie
Sapad had bij de census van 2007 een inwoneraantal van 17.191 mensen. Dit zijn 2.024 mensen (13,3%) meer dan bij de vorige census van 2000. De gemiddelde jaarlijkse groei komt daarmee uit op 1,74%, hetgeen lager is dan het landelijk jaarlijks gemiddelde over deze periode (2,04%). Vergeleken met de census van 1995 is het aantal mensen met 2.596 (17,8%) toegenomen.

De bevolkingsdichtheid van Sapad was ten tijde van de laatste census, met 17.191 inwoners op 25,74 km², 667,9 mensen per km².